# Sarah Nambawa
Sarah Nambawa (ur. 23 września 1984 lub 23 września 1985) – ugandyjska lekkoatletka specjalizująca się w skoku w dal oraz trójskoku.
Mistrzyni Afryki z 2010. Zajęła szóstą lokatę w konkursie trójskoku podczas pucharu interkontynentalnego w Splicie (2010).

## Rekordy życiowe
- trójskok – 14,06 (2011) rekord Ugandy
- trójskok (hala) – 13,90 (2010) rekord Ugandy
- skok w dal – 6,43 (2011) rekord Ugandy
- skok w dal (hala) – 6,37 (2012) rekord Ugandy

Nambawa jest autorką najlepszego wyniku w historii ugandyjskiej lekkoatletyki na 200 metrów w hali – w 2008 przebiegła ten dystans w czasie 25,10 sekundy. Miało to jednak miejsce na bieżni o obwodzie większym niż 200 metrów, zatem ten rezultat nie został ratyfikowany jako oficjalny rekord kraju.